# Austrodecus palauense
Austrodecus palauense is een zeespin uit de familie Austrodecidae. De soort behoort tot het geslacht Austrodecus. Austrodecus palauense werd in 1983 voor het eerst wetenschappelijk beschreven door Child. 